# 柴田誠一
柴田 誠一（しばた せいいち、1949年3月 - ）は、日本の放射化学者。京都大学原子炉実験所（現：京都大学複合原子力科学研究所）教授。専門は、核化学・放射化学・無機化学・地球宇宙化学・素粒子物理・宇宙線物理など。

## 略歴
- 1971年 九州大学理学部化学科卒業
- 1976年 九州大学大学院理学研究科化学博士課程修了
- 1976年-1996年 東京大学原子核研究所助手
- 1996年-2012年 京都大学原子炉実験所（現：京都大学複合原子力科学研究所）教授